# Miss Universe 2010
A Miss Universe 2010 az 59. versenye volt a Miss Universe nemzetközi szépségversenynek. A döntőt 2010. augusztus 23-án tartották az Egyesült Államokban, Las Vegasban. A döntőn a leköszönő venezuelai Stefanía Fernández adta át helyét az új győztesnek a mexikói Ximena Navarretének.

## Eredmények

### Végeredmény
| Helyezés           | Versenyző |
| ------------------ | --- |
| Miss Universe 2010 | Mexikó – Ximena Navarrete |
| 2. helyezett       | Jamaica – Yendi Phillipps |
| 3. helyezett       | Ausztrália – Jesinta Campbell |
| 4. helyezett       | Ukrajna – Anna Poszlavszka |
| 5. helyezett       | Fülöp-szigetek – Venus Raj |
| Top 10             | - Albánia – Angela Martini - Dél-afrikai Köztársaság – Nicole Flint - Guatemala – Jessica Scheel - Írország – Rozanna Purcell - Puerto Rico – Mariana Vicente |
| Top 15             | - Oroszország – Irina Antonyenko - Kolumbia – Natalia Navarro - Franciaország - Malika Ménard - Belgium – Cilou Annys - Csehország – Jitka Válková            |

### Különdíjak
| Díj                   | Versenyző                         |
| --------------------- | --------------------------------- |
| Miss Congeniality     | Ausztrália - Jesinta Campbell     |
| Miss Photogenic       | Thaiföld - Fonthip Watcharatrakul |
| Best National Costume | Thaiföld - Fonthip Watcharatrakul |

## Versenyzők
A Miss Universe 2010 versenyen 83 ország vett részt.
| Ország                   | Versenyző              | Életkor | Magasság | Szülőhely            |
| ------------------------ | ---------------------- | ------- | -------- | -------------------- |
| Albánia                  | Angela Martini         | 24      | 177      | Shkodra              |
| Amerikai Virgin-szigetek | Janeisha John          | 22      | 173      | St. Croix            |
| Angola                   | Jurema Ferraz          | 25      | 180      | Namibe               |
| Argentína                | Yesica di Vincenzo     | 22      | 174      | Mar del Plata        |
| Aruba                    | Priscilla Lee          | 22      | 180      | Oranjestad           |
| Ausztrália               | Jesinta Campbell       | 19      | 178      | Gold Coast           |
| Bahama-szigetek          | Braneka Bassett        | 20      | 176      | Freeport             |
| Belgium                  | Cilou Annys            | 19      | 178      | Brugge               |
| Bolívia                  | Claudia Arce Lemaitre  | 19      | 173      | Sucre                |
| Botswana                 | Tirelo Ramasedi        | 21      | 168      | Gaborone             |
| Brazília                 | Débora Lyra            | 20      | 180      | Vitória              |
| Brit Virgin-szigetek     | Josefina Nunez         | 22      | 165      | Road Town            |
| Ciprus                   | Demetra Olymbiou       | 22      | 174      | Aradhippou           |
| Costa Rica               | Marva Wright           | 25      | 180      | San José             |
| Curaçao                  | Safira de Wit          | 20      | 181      | Willemstad           |
| Csehország               | Jitka Válková          | 18      | 169      | Třebíč               |
| Dánia                    | Ena Sandra Causevic    | 20      | 174      | Sønderborg           |
| Dél-afrikai Köztársaság  | Nicole Flint           | 22      | 173      | Pretoria             |
| Dominikai Köztársaság    | Eva Arias              | 25      | 178      | Moca                 |
| Ecuador                  | Lady Mina              | 24      | 170      | Guayaquil            |
| Egyiptom                 | Donia Hammed           | 22      | 179      | Kairó                |
| Salvador                 | Sonia Cruz             | 20      | 173      | San Salvador         |
| Finnország               | Viivi Pumpanen         | 22      | 167      | Vantaa               |
| Franciaország            | Malika Ménard          | 23      | 176      | Caen                 |
| Fülöp-szigetek           | Venus Raj              | 22      | 175      | Bato                 |
| Ghána                    | Awurama Simpson        | 22      | 180      | Sekondi-Takoradi     |
| Görögország              | Anna Prelevic          | 20      | 181      | Athén                |
| Grúzia                   | Nanuka Gogicsaisvili   | 21      | 177      | Tbiliszi             |
| Guam                     | Vanessa Torres         | 25      | 167      | Dededo               |
| Guatemala                | Jessica Scheel         | 20      | 170      | Retalhuleu           |
| Guyana                   | Tamika Henry           | 22      | 171      | Georgetown           |
| Haiti                    | Sarodj Bertin          | 24      | 175      | Port-au-Prince       |
| Hollandia                | Desirée van den Berg   | 23      | 176      | Santpoort            |
| Honduras                 | Kenia Martinez         | 26      | 175      | Tela                 |
| Horvátország             | Lana Obad              | 22      | 173      | Zágráb               |
| India                    | Ushoshi Sengupta       | 22      | 171      | Kalkutta             |
| Indonézia                | Qory Sandioriva        | 19      | 173      | Aceh                 |
| Írország                 | Rozanna Purcell        | 19      | 180      | Clonmel              |
| Izrael                   | Bat-el Jobi            | 22      | 172      | Afula                |
| Jamaica                  | Yendi Phillipps        | 24      | 178      | Kingston             |
| Japán                    | Maiko Itai             | 26      | 173      | Óita                 |
| Kanada                   | Elena Semikina         | 26      | 186      | Toronto              |
| Kazahsztán               | Asszelina Kuhukova     | 27      | 175      | Almati               |
| Kína                     | Tang Wen               | 18      | 176}     | Jicsun               |
| Kolumbia                 | Natalia Navarro        | 23      | 179      | Barranquilla         |
| Dél-Korea                | Kim Joo-ri             | 22      | 175      | Szöul                |
| Koszovó                  | Kështjella Pepshi      | 23      | 178      | Junik                |
| Lengyelország            | Maria Nowakowska       | 23      | 182      | Legnica              |
| Libanon                  | Rahaf Abdallah         | 22      | 174      | Khiam                |
| Magyarország             | Babinyecz Tímea        | 19      | 172      | Szeged               |
| Malajzia                 | Nadine Ann Thomas      | 23      | 169      | Subang Jaya          |
| Mauritius                | Dalysha Doorga         | 23      | 173      | Goodlands            |
| Mexikó                   | Ximena Navarrete       | 22      | 174      | Guadalajara          |
| Egyesült Királyság       | Tara Hoyos-Martinez    | 20      | 168      | London               |
| Németország              | Kristiana Rohder       | 26      | 182      | München              |
| Nicaragua                | Scharllette Allen      | 18      | 180      | Bluefields           |
| Nigéria                  | Ngozi Odalonu          | 22      | 178      | Niger (Nigéria)      |
| Norvégia                 | Melinda Elvenes        | 23      | 172      | Larvik               |
| Olaszország              | Jessica Cecchini       | 20      | 177      | Borgosesia           |
| Oroszország              | Irina Antonyenko       | 18      | 178      | Jekatyerinburg       |
| Panama                   | Anyoli Abrego          | 22      | 177      | Santiago de Veraguas |
| Paraguay                 | Yohana Benitez         | 23      | 176      | San Lorenzo          |
| Peru                     | Giuliana Zevallos      | 22      | 180      | Loreto megye         |
| Puerto Rico              | Mariana Vicente        | 21      | 173      | Río Grande           |
| Románia                  | Oana Paveluc           | 19      | 181      | Brassó               |
| Spanyolország            | Adriana Reverón        | 24      | 177      | Tenerife             |
| Srí Lanka                | Ishanka Madurasinghe   | 23      | 174      | Kegalle              |
| Svédország               | Michaela Savic         | 19      | 174      | Helsingborg          |
| Svájc                    | Linda Fäh              | 22      | 177      | Benken               |
| Szerbia                  | Lidija Kocić           | 22      | 180      | Belgrád              |
| Szingapúr                | Tania Lim Kim Suan     | 22      | 175      | Szingapúr            |
| Szlovákia                | Anna Amenová           | 25      | 173      | Pozsony              |
| Szlovénia                | Marika Savšek          | 23      | 175      | Šmartno pri Litiji   |
| Tanzánia                 | Hellen Dausen          | 23      | 168      | Arusha               |
| Thaiföld                 | Fonthip Watcharatrakul | 20      | 170      | Szamutprakan         |
| Törökország              | Gizem Memiç            | 20      | 178      | Gaziantep            |
| Trinidad és Tobago       | LaToya Woods           | 24      | 1781     | Couva                |
| Új-Zéland                | Ria van Dyke           | 21      | 172      | Auckland             |
| Ukrajna                  | Anna Poszlavszka       | 23      | 180      | Nova Kahivka         |
| Uruguay                  | Stephany Ortega        | 20      | 173      | Montevideo           |
| USA                      | Rima Fakih             | 24      | 174      | Dearborn             |
| Venezuela                | Marelisa Gibson        | 21      | 178      | Caracas              |
| Zambia                   | Alice Musukwa          | 22      | 178      | Lusaka               |

### Visszatérő országok
- Haiti utoljára 1989-ben versenyzett.
- Brit Virgin-szigetek utoljára 2002-ben versenyzett.
- Botswana utoljára 2004-ben versenyzett
- Amerikai Virgin-szigetek utoljára 2007-ben versenyzett.
- Utoljára 2008-ban versenyzett
  -  Dánia
  -  Kazahsztán
  -  Srí Lanka
  -  Trinidad és Tobago

### Helyettesítő versenyzők
- Guatemala – Alejandra Barillas balesete miatt visszalépett, helyette Jessica Scheel versenyzett.
- Románia – Az eredeti győztes, Alexandra Catalina Filip helyett a 2. helyezett, Oana Paveluc versenyzett.
- Törökország – Törökország az eredeti győztes, Serenay Sarikaya helyett, mivel az nem volt még 18 éves, a Miss Turkey World 2010 címet birtokló Gizem Memicet nevezte a versenyre.

### Visszalépett
- Bulgária – Bár volt nemzeti győztes, a Miss Bulgaria Organization nem nevezte be a nemzetközi versenyre.
- Kajmán-szigetek – 2009. szeptember 8-án közleményt tettek közzé, hogy pénzügyi okok miatt a Miss Kajmán-szigetek 2009 versenyt nem tartják meg.[1]
- Észtország – Valeri Kirss, Az Eesti Miss Estonia szépségversenyt eladta.
- Etiópia
- Izland
- Montenegró
- Namíbia - Mivel a Miss Namíbia 2010 versenyt július 31-én tartották meg, és csak 1 heti felkészülési idő lett volna a versenyre, így Connie Maritz, a Miss Namíbia főszervezője úgy döntött, a győztest csak a következő évi Miss Universe versenyen indítja.
- Vietnám - Hivatalosan visszalépett.[2]

### Más versenyen
Néhány versenyző más nemzetközi szépségversenyen is részt vett vagy részt fog venni.
| Miss International 2008 - Argentína Yesica Di Vincenzo - Kanada Elena Semikina Miss Earth 2007 - Guatemala Jessica Scheel Miss Earth 2008 - Peru Giuliana Zevallos - Spanyolország Adriana Reverón (Top 8) | Miss World 2007 - Jamaica Yendi Phillipps (Top 16) Miss World 2009 - Dél-Korea Kim Joo-ri (Top 16) |

## Érdekességek
- Mexikó másodszor nyerte meg  Miss Universe versenyt. Véletlenül az első győztest Lupita Jonest is Las Vegasban koronázták meg 1991-ben.
- Az előző évben is továbbjutó ország volt Albánia, Ausztrália, Belgium, Csehország, Franciaország, Puerto Rico és Dél-Afrika.
- Jamaica, Ukrajna, Albánia és Guatemala a legmagasabb helyezésüket érték el a verseny 59 éves történetében.
- Csehországnak 2010 már a 4. éve volt egymás után, amikor továbbjutott.
- Ausztrália a legmagasabb helyezését érte el Jennifer Hawkins 2004-es győzelme óta.
- Guatemala utoljára 1984-ben ért el helyezést.
- Írország utoljára 1998-ban ért el helyezést.
- Fülöp-szigetek utoljára 1999-ben ért el helyezést.
- Jamaica utoljára 2004-ben ért el helyezést.
- Ukrajna utoljára 2007-ben ért el helyezést.
- Mexikó, Oroszország és Kolumbia utoljára 2008-ban ért el helyezést.
- USA 2002 óta először nem jutott tovább. Ez összesen csak négyszer fordult elő a verseny története során.
- Venezuela és az USA a verseny történetében először egyaránt helyezés nélkül maradtak.
- 7 európai versenyzőt választottak be a Top 15 középdöntőbe. Közülük csak egy jutott be a legjobb öt közé, akárcsak a megelőző 2 évben.